# 锐叶柳
锐叶柳（学名）是杨柳科柳属的一种灌木，产于俄罗斯至东亚温带地区。该植物树皮呈灰色，嫩枝棕红色。叶狭窄，长8~10cm，表面暗绿色，背面暗蓝色。花为白色，柔荑花序。为蒴果。
现接受名为Salix glauca var. acutifolia (Hook.) C.K.Schneid., 1918。